# Distretto di Laramate
Il distretto di Laramate è uno dei ventuno distretti della provincia di Lucanas, in Perù. Si trova nella regione di Ayacucho e si estende su una superficie di 785,89 chilometri quadrati.

Ha per capitale la città di Laramate e nel censimento del 2005 contava 2.906 abitanti.